# تیفاش
تیفاش (به عربی: تیفاش) یک شهرداری در الجزایر است که در استان سوق اهراس واقع شده‌است.